# Óscar Ferro
Óscar Julio Ferro Gándara (Montevidéu, 2 de março de 1967) é um ex-futebolista uruguaio que atuava como goleiro.

## Carreira
Ferro integrou a Seleção Uruguaia de Futebol na Copa América de 1995.

## Títulos
Peñarol
- Campeonato Uruguaio: 1985, 1986, 1993, 1994 e 2003

Seleção Uruguaia
- Copa América: 1995